# Вулканський салют (Дискавері)

## Про епізод
«Вулканський салют» — перший епізод американського телевізійного серіалу «Зоряний шлях: Дискавері», який відбувається приблизно за десять років до подій оригінального серіалу «Зоряний шлях» і показує початок федеративно-клінгонської війни. Епізод написали Аківа Голдсман та Браян Фуллер, режисер Девід Семель.
Переклад українською — багатоголосий закадровий: «НеЗупиняйПродакшн», «DniproFilm».
Сонеква Мартін-Грін виконує роль Майкл Бернем, першого офіцера «USS Shenzhou». Дуг Джонс також з'являється в епізоді, який є першим у двосерійній прем'єрі серіалу — прологу до решти сезону. Запрошені актори — Мішель Єо в ролі Філіппи Джорджі, капітана «Шеньчжоу», та Кріс Обі в ролі лідера клінгонських домів Т'Кувми. Зйомки здійснювалися в студії «Pinewood Toronto», а також у Йорданії та на студії «Paramount».
Епізод вийшов в ефір «CBS» 24 вересня 2017 року у спеціальному попередньому випуску перед тим, як вийти в потоковому сервісі «CBS All Access» (разом із другим епізодом та рештою серіалу в наступні тижні). Епізод переглянули 9,5 мільйони глядачів на «CBS» і це призвело до різкого зростання підписки на CBS All Access. Він отримав позитивні відгуки критиків, особливо за виступ Мартін-Грін, хоча була і критика.

## Зміст
Група клінгонів слухає промову лідера Т'Кувми, який дотримується стародавнього вчення про Кейліша і спрямований проти дій Об'єднаної Федерації Планет.
На відносно примітивній планеті капітан Філіппа Джорджі та перший офіцер Майкл Бернем з «USS Shenzhou» знаходять колодязь і пробивши дорогу воді дають можливість жителям планети кріпускуланцям пережити 89-річну посуху, що наближається.
У Зоряну дату 1207.3 (11 травня 2256) екіпаж «Шеньчжоу» досліджує пошкоджену станцію міжзоряної комунікації в глибокому космосі і виявляє невстановлений об'єкт. Без чіткого ідентифікування об'єкта, обережний науковий співробітник келпіанець Сару радить залишити територію. Бернем не погоджується і одягає скафандр для дослідження, незважаючи на небезпечне випромінювання сусідньої подвійної зіркової системи. Вона знаходить предмет, покритий старовинним різьбленням, він охороняється озброєним клінгоном в бойовому космічному скафандрі. Клінгон атакує, і коли вона використовує свій костюм для втечі, то випадково вбиває його. Пізніше Бернем прокидається на борту «Шеньчжоу», її лікують від гострої променевої хвороби.
Клінгони проводять панахиду за своїм загиблим товаришем, «Факелоносцем». Бернем попереджає Джорджі про її зустріч з клінгонами (вперше за останні 100 років), і хоча Сару припускає, що вона розгублена через тілесні ушкодження, Філіппа вірить їй і фіксує зброю на об'єкті. Т'Кувма очікував цього і виявляє їхнє маскування. Кораблі домів клінгонів атакують корабель Федерації, але Т'Кувма прагне здійснити давнє пророцтво, запросивши Факелоносця запалити маяк і об'єднати великі клінгонські доми. Вок, вигнанець без власного дому, добровільно стає новим Факелоносцем і «запалює маяк», посилаючи світло та сигнали від різьбленого предмета.
Зоряний флот наказує «Шеньчжоу» чекати, поки не прибуде підкріплення. Бернем зв'язується зі своїм названим батьком Сареком, який вважає, що у клінгонів повинен бути новий лідер, який міг би прагнути навести порядок у клінгонській імперії, що протягом століть переживала безлад. Він також пояснює, що його вид заслужив повагу клінгонів, стріляючи по них першими, коли вони зустрічалися. Бернем рекомендує цю дію Джорджі, але капітан відмовляється. Бернем виводить Джорджі із стану притомності вулканським ударом в нервове сплетіння і приймає командування кораблем, наказавши атакувати клінгонський корабель. Джорджі вчасно опритомнює, щоб зупинити атаку. І побачити — прибуває ще кільканадцять клінгонських суден.

## Сприйняття
Вебсайт агрегатора оглядів «Rotten Tomatoes» повідомив про 100 % рейтинг схвалення із середнім рейтингом 8,35 / 10 на основі 16 відгуків. Пишучи для «TVLine», Дейв Немец оцінив епізод на «В +», зазначивши: «Надзвичайно напружена прем'єра продемонструвала чудову хорошу історію бойовика, вражаючі спецефекти та низку гідних поворотів, що було варте очікування». Даррен Френіч для «Entertainment Weekly» надав огляд прем'єри з двох частин із оцінкою «B», похваливши виступ Мартін-Грін, а також прокоментувавши «незаперечну привабливість введення нового корабля, відкриття, що ми — дивлячись на останню подорож цього корабля, отримуємо знання, що наш новий герой — ангел який упав». Зак Гендлен з «The A.V. Club» оцінив епізод на «В +». Відзначаючи деяке «незграбне написання» в епізоді, він відчував, що це «захоплююче, зворушливо і часто несподівано. Не менш важливо, що і при всьому сумнівному в дизайні він все одно Зоряний Шлях».
Оглядачка «Vox» Емілі Вандерверф також надала дуже позитивний відгук, зазначаючи, що епізоди мають «усі сильні сторони і недоліки класичного Шляху», і похвалила Бернем як головну героїню: «Найкраще в Дискавері полягає у тому, що Майкл Бернем, яку прекрасно зіграла Мартін-Грін, робить справжні речі. Вона потрапляє в біду. Вона порушує правила. Вона порушує протокол Зоряного флоту. У неї є емоції, які показують найкраще у ній, навіть якщо вона знає, що не повинні. Іншими словами, вона дуже людська». Вандерверф також високо оцінила стосунки персонажів та додавання до персонажів Сару. Написавши для «E! News», Кріс Гарнік порахував виступ Мартін-Грін найсильнішим елементом серіалу, похвально зазначаючи що вона виступає як людина, яка виросла у вулканському світі, і відмітивши як «найцікавішу частину серії [яка] представляє захоплююче вікно у світ Зоряного Шляху: Дискавері».
Морін Райан з «Вараяті» висловила стриману похвалу, написавши, що серіал «ще не довів себе гідним наступником» «Наступного покоління» або «Deep Space Nine». Але є підстави сподіватися, що «Дискавері» стане багатообіцяючим доповненням до канону Зоряного шляху". Білл Кеневей з «USA Today» оцінив прем'єру 2.5 з чотирьох зірок, заявивши, що він «ширяє в амбіціях і відданості до історії та міфології Зоряного Шляху, але є проблеми з деякими деталями сюжету і пишномовним діалогом». Меррілл Барр із «Forbes» вважав, що серія «непогана, але вона починається дивно … [вона] має всі шанси звідси стати чимось чудовим, можливо навіть гідним нагород». Патрік Кулі з «cleveland.com» назвав серіал «гірким розчаруванням, яке страждає від поганого діалогу, поганої розповіді та дерев'яних, дивовижно недорікуватих персонажів». У 2017 році «GameSpot» визнав серію найкращим пілотним епізодом станом на той рік серіалу «Зоряний шлях». Вони вразили дизайном персонажів — зокрема Бернем — та проведенням сюжету, де головний герой не є капітаном.

## Знімались
- Сонеква Мартін-Грін — Мішель Бернем
- Мішель Єо — Філіппа Джорджі
- Мері Чіффо — Л'Релл
- Джеймс Фрейн — Сарек
- Кріс Обек — Т'Кувма
- Маулік Панчолі — Намбуе
- Террі Серпіко — Бретт Андерсон
- Сем Вартоломеос — Денбі Коннор